# مائوریتسیو سیوسیا
مائوریتسیو سیوسیا (انگلیسی: Maurizio Scioscia؛ زادهٔ ۶ دسامبر ۱۹۹۱) بازیکن فوتبال اهل آلمان است.
از باشگاه‌هایی که در آن بازی کرده‌است می‌توان به باشگاه فوتبال هایدنهایم اشاره کرد.